# Greenstream (Schiff)
Das Binnenschiff Greenstream ist ein im April 2012 in Dienst gestellter Binnentanker, der mit Flüssigerdgas (LNG) als Brennstoff fährt. Es gilt als bisher weltweit erster Binnentanker, der ausschließlich mit Erdgas angetrieben wird. Am 3. September 2013 wurde in Rotterdam das zweite Schiff dieser Baureihe auf den Namen Green Rhine getauft, die Schiffstaufe übernahm die Präsidentin der Zentralkommission für die Rheinschifffahrt (ZKR), Edwige Bellard.

## Schiffsbeschreibung

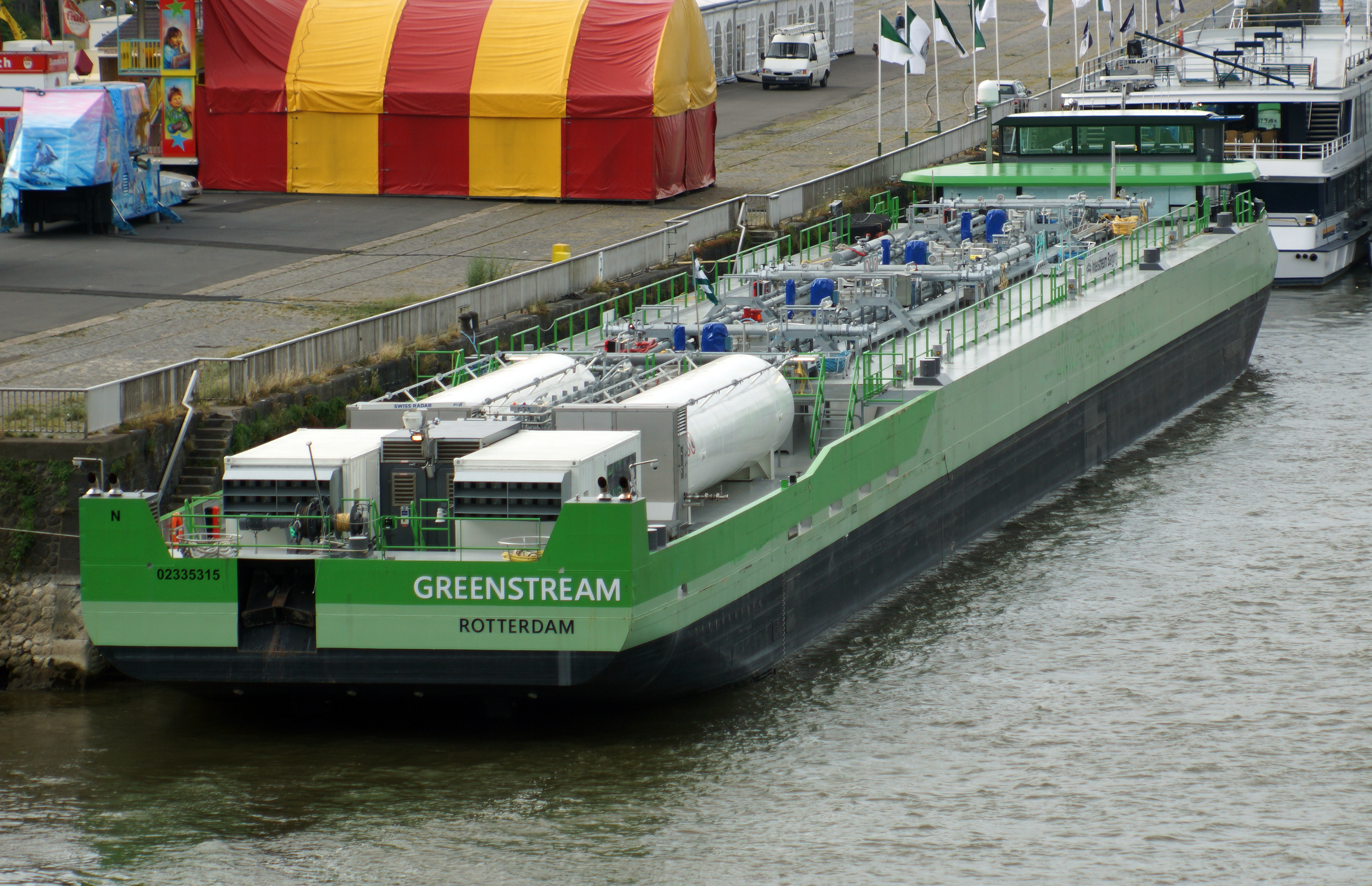
Heckansicht der Greenstream

Der Binnentanker Greenstream ist ein 110 m langer Doppelhüllentanker, der mit einer Breite von 11,4 m und einem Tiefgang von 3,45 m 2870 t in sechs Tanks transportieren kann. Da der Schiffsrumpf mit der sogenannten Ijsselhuid, einer speziellen Bordwandkonstruktion ausgerüstet ist, sind die Tanks größer als die sonst zugelassenen 380 m³. Das Steuerhaus, in der Höhe verstellbar, und die Wohnungen sind auf dem Vorschiff aufgebaut. Vier Scania-Gasmotoren mit je 300 kW treiben Generatoren an, die den Strom für die Fahrmotoren der beiden Veth-Z-Antriebe erzeugen. Jeweils zwei Generatoren sind in zwei an Deck stehenden Containern hinter den Gastanks aufgestellt. Im Bug ist ein Veth-Bugstrahlruder eingebaut. Das LNG wird bei −162 °C in doppelwandigen, vakuumisolierten, auf dem Achterdeck stehenden Spezialtanks gelagert, die Bunkerung erfolgt über Tank-Lkw.
Das Schiff wurde 2013 von der Werft Peters Shipyards im niederländischen Kampen abgeliefert und fährt auf dem Rhein mit einer Sondergenehmigung der Zentralkommission für die Rheinschifffahrt (ZKR).

## Vorschriften
Da die derzeitigen Vorschriften für Schiffe keine Brennstoffe mit Flammpunkt unter 55 °C zulassen, war eine Ausnahmegenehmigung der ZKR erforderlich. Diese wurde nach einer umfangreichen Sicherheitsanalyse durch Lloyd’s Register of Shipping erteilt. Spätestens bis 2014 sollen die bisher fehlenden Vorschriften für LNG-Betrieb verabschiedet werden.[veraltet]

## Auszeichnungen
Für das Schiffskonzept erhielt die Peters Shipyard am 8. Oktober 2013 den Innovationspreis Binnenschifffahrt.
Die Greenstream wurde am 1. November 2013 von der Koninklijke Nederlandse Vereniging van Technici op Scheepvaartgebied (KNVTS) mit dem Preis Schiff des Jahres 2013 ausgezeichnet.

## Einzelnachweise

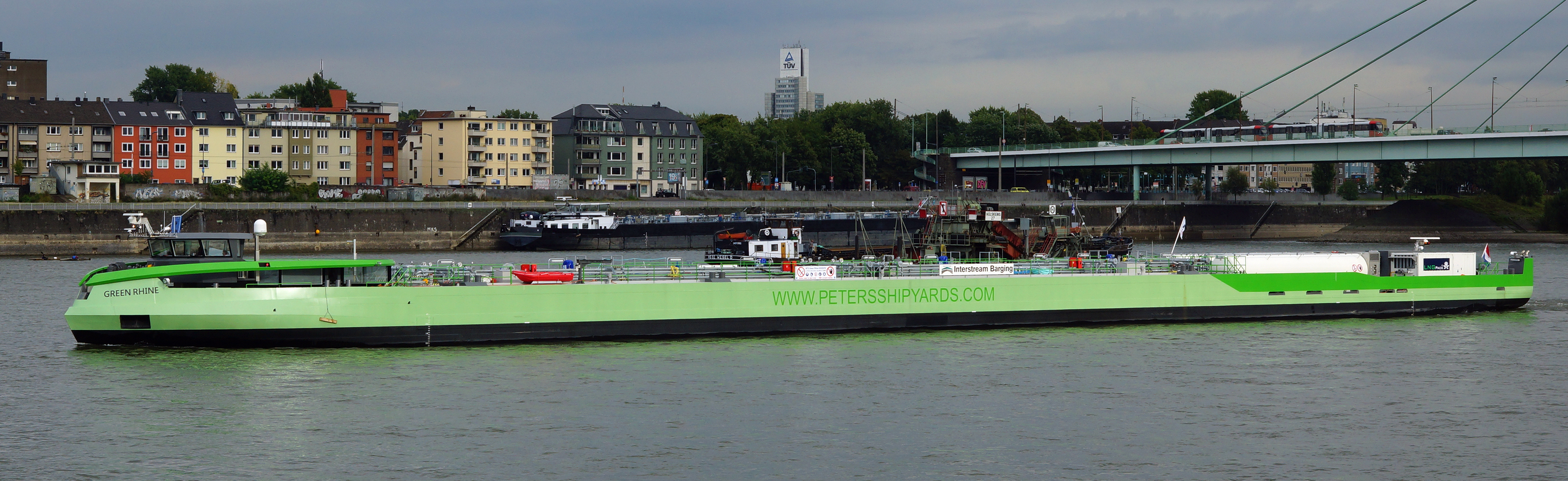
Das Schwesterschiff Green Rhine